# St.-Jakobus-Kirche (Stadtroda)

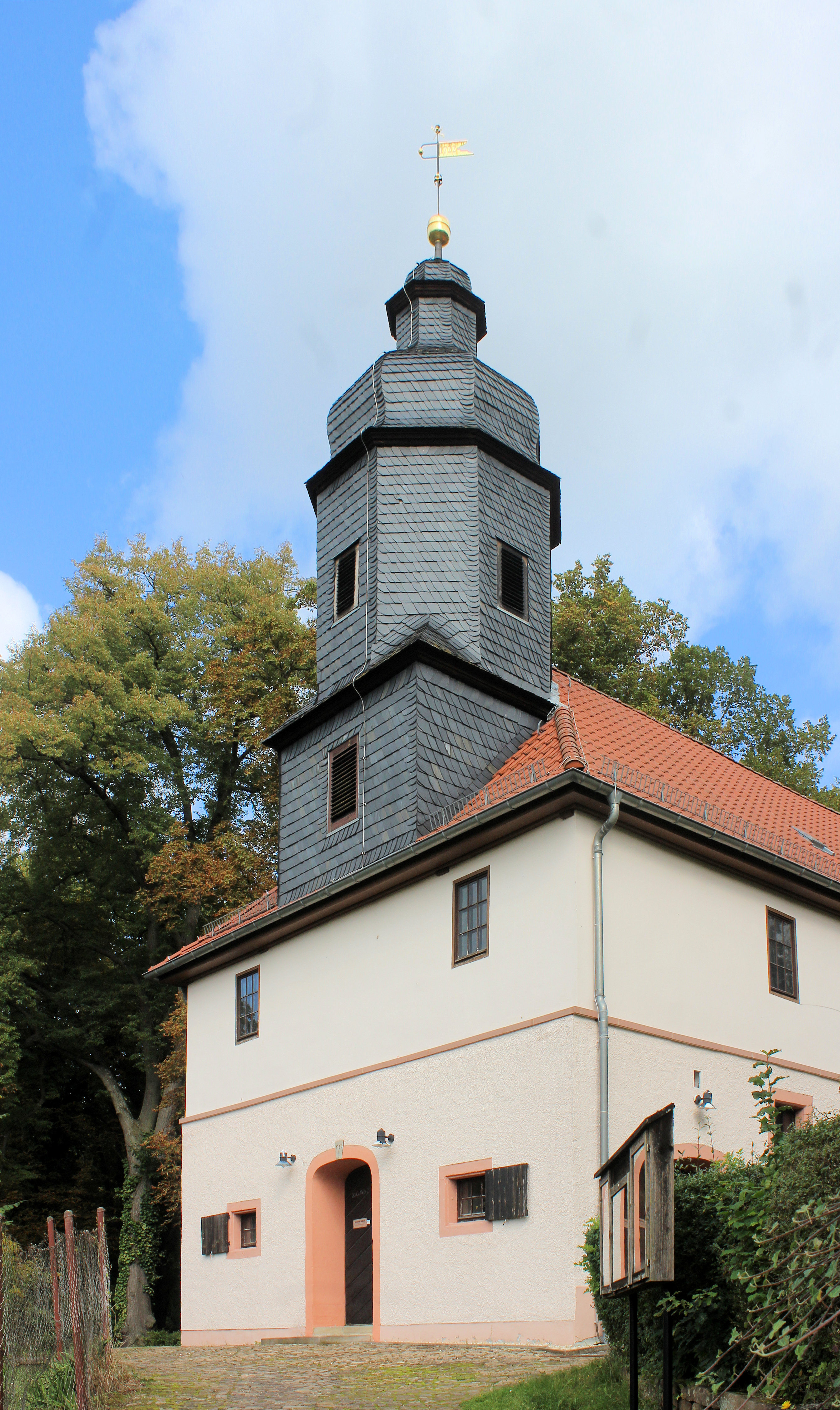
Stadtroda, St.-Jakobus-Kirche

Die St.-Jakobus-Kirche ist die einzige römisch-katholische Kirche der thüringischen Kleinstadt Stadtroda. Das dem Apostel Jakobus gewidmete Gotteshaus wurde im Jahr 1730 als zweite Friedhofskirche der Stadt in einem sehr schlichten Stil erbaut. Die einzige äußere Zierde bildet ein Dachreiter.
Infolge der großen Zuwanderung von heimatvertriebenen Katholiken, zum Beispiel aus Schlesien und dem Sudetenland, wuchs die katholische Gemeinde in Stadtroda nach dem Zweiten Weltkrieg stark an und konnte ab 1945 die evangelische Friedhofskirche St. Jakobus als Gottesdienstraum nutzen. 1954 wurde Stadtroda zur eigenständigen Pfarrei erhoben. Im Jahr 1967 konnte die römisch-katholische Gemeinde die damals noch evangelische Jakobuskirche kaufen. Fortan diente sie als Pfarrkirche.
Seit 2009 hat Stadtroda keinen katholischen Pfarrer mehr. Die Betreuung der Stadtrodaer Katholiken wird seitdem von Gera aus übernommen. Durch die Zusammenlegung der Pfarreien Hl. Geist Stadtroda/Kahla, St. Josef Hermsdorf, Mariä Verkündigung Eisenberg, St. Elisabeth Gera und Hl. Maximilian Kolbe Gera zur Pfarrei St. Elisabeth am 9. Dezember 2018 verlor die Jakobuskirche ihre Stellung als Pfarrkirche und wurde zur Filialkirche der Pfarrei St. Elisabeth im Dekanat Gera des Bistums Dresden-Meißen.
Die Heilige Messe wird in dieser Kirche sonntags um 10:30 Uhr gefeiert.